# Alessandria Unione Sportiva 1971-1972
Questa pagina raccoglie le informazioni riguardanti l'Alessandria Unione Sportiva nelle competizioni ufficiali della stagione 1971-1972.

## Stagione
Nella stagione 1971-1972 l'Alessandria Unione Sportiva disputò l'ottavo campionato di Serie C della sua storia.

## Divise
| 1ª divisa | 2ª divisa |

## Organigramma societario
Area direttiva
- Presidente: Remo Sacco
- Vicepresidenti: Rinaldo Borasio, Paolo Sacco e Tito Testa
- Consiglieri: Luigi Armano, Innocenzo Barberis, Lino Boidi, Emilio Cassinelli, Lino Garavelli e Carlo Sacco
- Collaboratori: Ugo Boccassi e Marcello Marcellini
- Segretario: Pierino Zorzoli

Area tecnica
- Direttore tecnico: Gino Armano
- Allenatori: Mario David, poi dal 21 marzo Mario Pietruzzi

Area sanitaria
- Medico sociale: Luigi Mazza
- Massaggiatore: Sergio Viganò

## Rosa
| N. |                   | Ruolo | Calciatore             |
| -- | ----------------- | ----- | ---------------------- |
|    | Italia (bandiera) | P     | Santino Ciceri         |
|    | Italia (bandiera) | P     | Silvano Vincenzi       |
|    | Italia (bandiera) | D     | Antonio Colombo        |
|    | Italia (bandiera) | D     | Sergio De Luca         |
|    | Italia (bandiera) | D     | Marcello Di Brino      |
|    | Italia (bandiera) | D     | Di Tomaso Gianni Loris |
|    | Italia (bandiera) | D     | Giuseppe Fusi          |
|    | Italia (bandiera) | D     | Attilio Maldera (II)   |
|    | Italia (bandiera) | D     | Ezio Paparelli         |
|    | Italia (bandiera) | C     | Claudio Di Pucchio     |
|    | Italia (bandiera) | D     | Giuseppe Lorenzetti    |

| N. |                   | Ruolo | Calciatore                  |
| -- | ----------------- | ----- | --------------------------- |
|    | Italia (bandiera) | C     | Pierluigi Magri             |
|    | Italia (bandiera) | C     | Luigi Manueli               |
|    | Italia (bandiera) | C     | Romano Guido Nimis          |
|    | Italia (bandiera) | C     | Graziano Nobili             |
|    | Italia (bandiera) | C     | Paolo Paesanti              |
|    | Italia (bandiera) | C     | Vincenzo Proietti Farinelli |
|    | Italia (bandiera) | C     | Domenico Zambianchi         |
|    | Italia (bandiera) | A     | Paolo Bergamo               |
|    | Italia (bandiera) | A     | Bruno Mantellato            |
|    | Italia (bandiera) | A     | Gianni Sassaroli            |
|    | Italia (bandiera) | A     | Franco Vanzini              |
|    | Italia (bandiera) | A     | Massimo Vulpiani            |

## Risultati

### Serie C

#### Girone di andata
| Arbitro: | Chiapponi (Livorno) |

|                                                   |           |                 |
| Zambianchi 23’, 26’ Lorenzetti 44’ Mantellato 77’ | Marcatori | 72’ (rig.) Bini |

| Arbitro: | Barboni (Firenze) |

|            |           |  |
| Bosani 87’ | Marcatori |  |

| Arbitro: | Prati (Parma) |

|                    |           |  |
| Vanzini 90’ (rig.) | Marcatori |  |

| Udine 3 ottobre 1971 4ª giornata | Udinese          | 0 – 0 | Alessandria | Stadio Moretti\| Arbitro: \| Fuschi (Pescara) \| |
| Arbitro:                         | Fuschi (Pescara) |       |             |                                                  |

| Arbitro: | F. Lattanzi (Macerata) |

|                |           |            |
| Maldera II 31’ | Marcatori | 71’ Ronchi |

| Arbitro: | Agnolin (Bassano del Grappa) |

|                    |           |              |
| Vanzini 48’ (rig.) | Marcatori | 42’ Morosini |

| Arbitro: | Menicucci (Firenze) |

|            |           |                |
| Nordio 84’ | Marcatori | 78’ Maldera II |

| Arbitro: | Chiapponi (Livorno) |

|           |           |              |
| Grion 44’ | Marcatori | 33’ Paesanti |

| Arbitro: | Serafino (Roma) |

|               |           |  |
| Lorenzetti 8’ | Marcatori |  |

| Trento 19 novembre 1967 10ª giornata | Trento           | 0 – 0 | Alessandria | Stadio Briamasco\| Arbitro: \| Fuschi (Pescara) \| |
| Arbitro:                             | Fuschi (Pescara) |       |             |                                                    |

| Arbitro: | Schena (Foggia) |

|             |           |            |
| Vanzini 61’ | Marcatori | 31’ Sangoi |

| Arbitro: | Sgherri (Grosseto) |

|            |           |             |
| Monico 78’ | Marcatori | 18’ Vanzini |

| Alessandria 5 dicembre 1971 13ª giornata | Alessandria        | 0 – 0 | Lecco | Stadio Giuseppe Moccagatta\| Arbitro: \| V. Lattanzi (Roma) \| |
| Arbitro:                                 | V. Lattanzi (Roma) |       |       |                                                                |

| Arbitro: | Menicucci (Firenze) |

|                    |           |                                |
| Colombo 73’ (aut.) | Marcatori | 14’ Sassaroli 27’ (rig.) Nimis |

| Arbitro: | Tabanelli (Ravenna) |

|                 |           |  |
| Palù 13’ (aut.) | Marcatori |  |

| Arbitro: | Celli (Trieste) |

|  |           |             |
|  | Marcatori | 27’ Vanzini |

| Arbitro: | Ciulli (Roma) |

|                          |           |               |
| Geremia 23’ Bellotto 34’ | Marcatori | 89’ Sassaroli |

| Alessandria 16 gennaio 1972 18ª giornata | Alessandria       | 0 – 0 | Verbania | Stadio Giuseppe Moccagatta\| Arbitro: \| Ambrosio (Napoli) \| |
| Arbitro:                                 | Ambrosio (Napoli) |       |          |                                                               |

| Arbitro: | Busalacchi (Palermo) |

|                 |           |                                  |
| Musa 70’ (rig.) | Marcatori | 7’, 49’ Sassaroli 21’ Lorenzetti |

#### Girone di ritorno
| Arbitro: | Pesciarelli (Roma) |

|  |           |               |
|  | Marcatori | 43’ Sassaroli |

| Alessandria 6 febbraio 1972 21ª giornata | Alessandria        | 0 – 0 | Legnano | Stadio Giuseppe Moccagatta\| Arbitro: \| Sgherri (Grosseto) \| |
| Arbitro:                                 | Sgherri (Grosseto) |       |         |                                                                |

| Seregno 13 febbraio 1972 22ª giornata | Seregno             | 0 – 0 | Alessandria | Stadio Ferruccio Trabattoni\| Arbitro: \| Vannucchi (Bologna) \| |
| Arbitro:                              | Vannucchi (Bologna) |       |             |                                                                  |

| Arbitro: | Prati (Parma) |

|                |           |  |
| Mantellato 12’ | Marcatori |  |

| Arbitro: | Calì (Roma) |

|            |           |  |
| Badari 80’ | Marcatori |  |

| Arbitro: | V. Lattanzi (Roma) |

|          |           |                       |
| Silva 7’ | Marcatori | 5’ Proietti Farinelli |

| Alessandria 19 marzo 1972 26ª giornata | Alessandria            | 0 – 0 | Derthona | Stadio Giuseppe Moccagatta\| Arbitro: \| Martinelli (Catanzaro) \| |
| Arbitro:                               | Martinelli (Catanzaro) |       |          |                                                                    |

| Arbitro: | Clerico (Chiavari) |

|                               |           |  |
| Proietti Farinelli 36’ (rig.) | Marcatori |  |

| Arbitro: | Lenardon (Siena) |

|                                |           |                                           |
| Frisoni 25’ De Luca 70’ (aut.) | Marcatori | 62’ Vanzini 80’ (rig.) Proietti Farinelli |

| Arbitro: | Busalacchi (Palermo) |

|                                    |           |                |
| Proietti Farinelli 40’ (rig.), 72’ | Marcatori | 44’ Meneghetti |

| Savona 23 aprile 1972 30ª giornata | Savona               | 0 – 0 | Alessandria | Stadio Valerio Bacigalupo\| Arbitro: \| Gialluisi (Barletta) \| |
| Arbitro:                           | Gialluisi (Barletta) |       |             |                                                                 |

| Arbitro: | Andreoli (Padova) |

|               |           |           |
| Sassaroli 70’ | Marcatori | 3’ Bolchi |

| Arbitro: | Menegali (Roma) |

|                    |           |                    |
| Goffi 6’ Frank 44’ | Marcatori | 85’ (rig.) Vanzini |

| Arbitro: | Campanini (Finale Emilia) |

|                    |           |                   |
| Lorenzetti 2’, 71’ | Marcatori | 20’ (rig.) Maioni |

| Arbitro: | Frasso (Capua) |

|  |           |             |
|  | Marcatori | 74’ Bergamo |

| Alessandria 28 maggio 1972 35ª giornata | Alessandria       | 0 – 0 | Piacenza | Stadio Giuseppe Moccagatta\| Arbitro: \| Laurenti (Padova) \| |
| Arbitro:                                | Laurenti (Padova) |       |          |                                                               |

| Arbitro: | Panzino (Catanzaro) |

|                |           |            |
| Mantellato 87’ | Marcatori | 3’ Geremia |

| Arbitro: | Del Fiandra (Massa) |

|                                     |           |  |
| Calloni 5’ (rig.), 61’ Guidetti 52’ | Marcatori |  |

| Arbitro: | Menicucci (Firenze) |

|                                  |           |  |
| Taddei 14’ (aut.) Di Pucchio 25’ | Marcatori |  |

## Statistiche

### Statistiche di squadra
| Competizione | Punti | In casa | In casa | In casa | In casa | In casa | In casa | In trasferta | In trasferta | In trasferta | In trasferta | In trasferta | In trasferta | Totale | Totale | Totale | Totale | Totale | Totale | DR  |
| Competizione | Punti | G       | V       | N       | P       | Gf      | Gs      | G            | V            | N            | P            | Gf           | Gs           | G      | V      | N      | P      | Gf     | Gs     | DR  |
| ------------ | ----- | ------- | ------- | ------- | ------- | ------- | ------- | ------------ | ------------ | ------------ | ------------ | ------------ | ------------ | ------ | ------ | ------ | ------ | ------ | ------ | --- |
| Serie C      | 47    | 19      | 9       | 10      | 0       | 20      | 8       | 19           | 5            | 9            | 5            | 16           | 17           | 38     | 14     | 19     | 5      | 36     | 25     | +11 |

### Statistiche dei giocatori[3]
| Giocatore             | Serie C  | Serie C |
| Giocatore             | Presenze | Reti    |
| --------------------- | -------- | ------- |
| P. Bergamo            | 20       | 1       |
| S. Ciceri             | 23       | -13     |
| A. Colombo            | 7        | 0       |
| S. De Luca            | 22       | 0       |
| M. Di Brino           | 19       | 0       |
| C. Di Pucchio         | 36       | 1       |
| Di Tomaso G.L.        | 5        | 0       |
| G. Fusi               | 1        | 0       |
| G. Lorenzetti         | 36       | 5       |
| A. Maldera (II)       | 37       | 2       |
| P. Magri              | 30       | 0       |
| B. Mantellato         | 18       | 3       |
| L. Manueli            | 5        | 0       |
| R.G. Nimis            | 6        | 1       |
| G. Nobili             | 1        | 0       |
| P. Paesanti           | 23       | 1       |
| E. Paparelli          | 34       | 0       |
| V. Proietti Farinelli | 19       | 5       |
| G. Sassaroli          | 31       | 6       |
| F. Vanzini            | 34       | 7       |
| S. Vincenzi           | 16       | -12     |
| D. Zambianchi         | 10       | 2       |